# Kazárma (Messénie)
Kazárma, en grec moderne : Καζάρμα, est un village du dème de Messini, district régional de Messénie, en Grèce.
Selon le recensement de 2011, la population du village s'élève à 59 habitants.